# Pintor de cambra
Un pintor de cambra o pintor de la cort era un artista que pintava per als membres d'una família reial o noble.

## Definició
Els pintors de cambra eren artistes al servei de les corts reials, de prínceps i eclesiàstics d'Europa, sovint amb un estatus privilegiat amb el rang de camarlenc, de vegades comptaven amb un sou fix i solien tenir caràcter exclusiu, on l'artista no havia d'emprendre altres activitats. Durant l'edat mitjana se'ls donava el càrrec d'ajuda de cambra, amb un sou i un títol formal, i sovint se'ls assignava una pensió vitalícia, tot i que els arranjaments van estar subjectes a variacions. Per l'artista, un nomenament a la cort tenia l'avantatge d'alliberar de la restricció dels gremis de pintors locals.

## Pintors de cambra de la cort espanyola
| Pintors de cambra de Carles I (1516-1556) | Pintors de cambra de Carles I (1516-1556) |
| ----------------------------------------- | ----------------------------------------- |
| Tiziano                                   | Anthonis Mor                              |
| Tiziano (1477-1576)                       | Anthonis Mor (1520-1577)                  |

| Pintors de cambra de Felip II (1556-1598) | Pintors de cambra de Felip II (1556-1598) | Pintors de cambra de Felip II (1556-1598) | Pintors de cambra de Felip II (1556-1598) |
| ----------------------------------------- | ----------------------------------------- | ----------------------------------------- | ----------------------------------------- |
| Anthonis Mor                              | Alonso Sánchez Coello                     | Juan Pantoja de la Cruz                   | Sofonisba Anguissola                      |
| Anthonis Mor (1520-h.1577)                | Alonso Sánchez Coello (1531-1588)         | Juan Pantoja de la Cruz (1553-1608)       | Sofonisba Anguissola (1532-1625)          |

| Pintors de cambra de Felip IV (1621-1665) | Pintors de cambra de Felip IV (1621-1665)   |
| ----------------------------------------- | ------------------------------------------- |
| Diego Velázquez                           | Juan Bautista Martínez del Mazo             |
| Diego Velázquez (1599-1660)               | Juan Bautista Martínez del Mazo (1605-1667) |

| Pintors de cambra de Carles II (1665-1700) | Pintors de cambra de Carles II (1665-1700) | Pintors de cambra de Carles II (1665-1700) |
| ------------------------------------------ | ------------------------------------------ | ------------------------------------------ |
| Sebastián Herrera Barnuevo                 | Juan Carreño de Miranda                    | Antonio Palomino                           |
| Sebastián Herrera Barnuevo (1619-1671)     | Juan Carreño de Miranda (1614-1685)        | Antonio Palomino (1653-1726)               |

| Pintors de cambra de Felip V (1665-1700) | Pintors de cambra de Felip V (1665-1700) | Pintors de cambra de Felip V (1665-1700) | Pintors de cambra de Felip V (1665-1700) |
| ---------------------------------------- | ---------------------------------------- | ---------------------------------------- | ---------------------------------------- |
| Miguel Jacinto Meléndez                  | Jean Ranc                                | Louis Michel van Loo                     | Juan Carreño de Miranda                  |
| Miguel Jacinto Meléndez (1679-1734)      | Jean Ranc (1674-1735)                    | Louis-Michel van Loo (1707-1771)         | Juan Carreño de Miranda (1614-1685)      |